# Успенська церква (Самар)
Успенська церква (Воронівська церква) — зруйнований у 1930-их роках радянською владою храм у селі Воронівці, тогочасному передмісті Новомосковська, сучасній місцевості Самарі. Був характерним мистецьким твором дерев'яної архітектури України.

## Загальний опис
Церква була збудована у 1798 році старанням дворянина Андрія Чернавського і поселянина Василя Шакало, дерев'яна, двох-престольна, головний притвор на честь Успіня Пресвятої Богородиці, другий притвор в ім'я св. Великомучениці Варвари. Збудовано церкву з соснових брусів товщиною в 17 см і шириною до 32 см.
За планом і композицією центрального верху Воронівська церква належить до лиманської школи; деякі деталі зближують її, зокрема, з червонооскільскими церквами.
Розташовувалася на місці сучасного закладу освіти «Самарівське професійно-технічне училище № 48» за адресою вул. Бориса Джонсона 27а.
При церкві працювала приходська школа грамоти.

## Історія
14 травня 1797 року ― початок будівництва. 21 січня 1798 року ― кінець будівництва.
На початку XX ст. збудовано на захід від церкви дзвіницю, і притвором сполучили її з західним рукавом церкви.
У 1927―1928 роках церкву обміряно й зафотографовано Таранушенком Степаном Андрійовичом ― дослідником української старовини, організатором та учасником пам'яткоохоронного руху.
Під час дії Безбожної п'ятирічки у 1930-их роках церкву було закрито, а богослужіння заборонені. Приміщення храму разом з уцілілим майном передали самодіяльному театру Воронівського товариства «Просвіта».
Після Другої світової війни церкву було знищено, а у 1971 році на її місці збудовано навчальний корпус Новомосковського ПТУ.

## Галерея

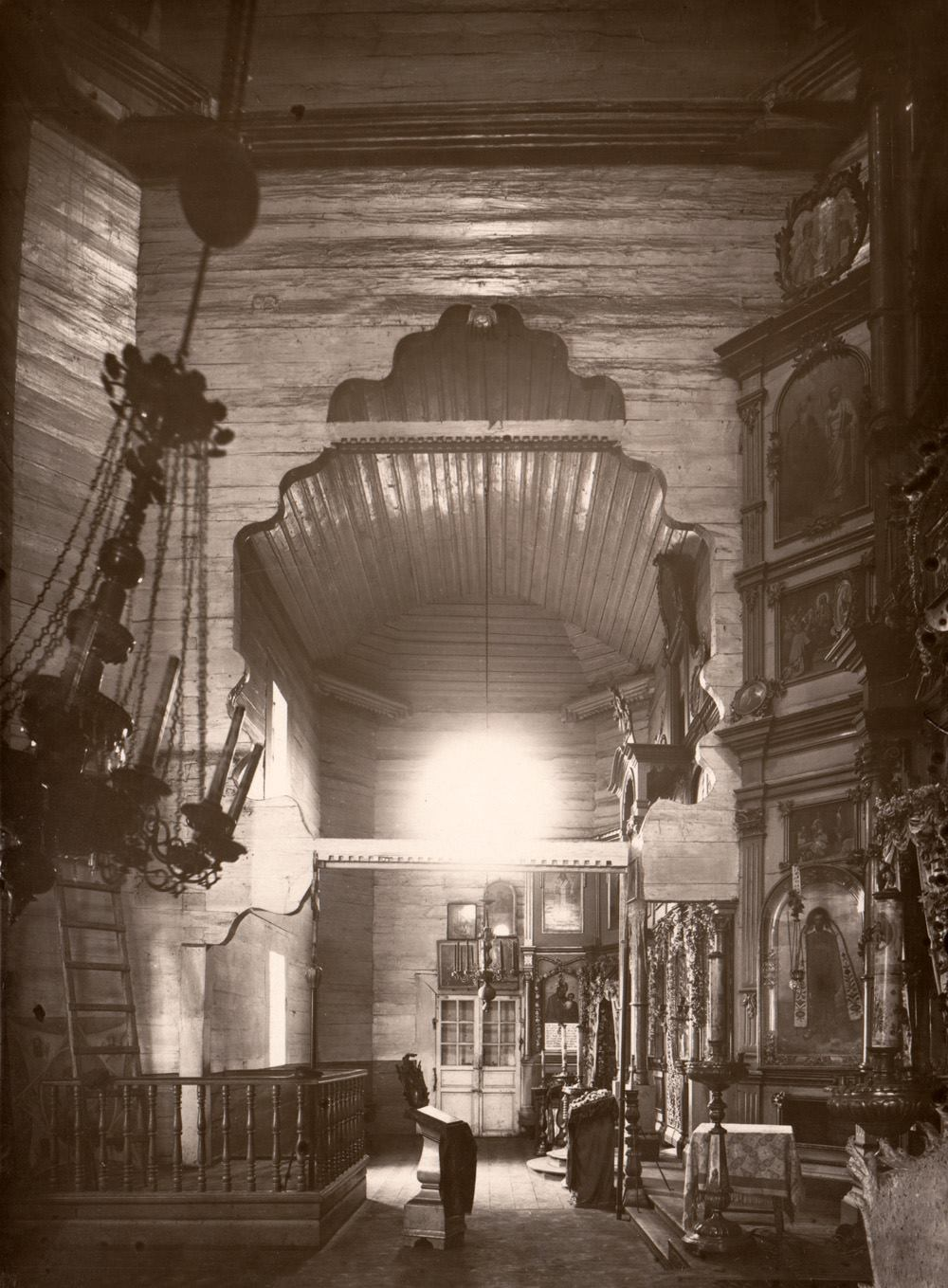
Інтер'єр центральної частини
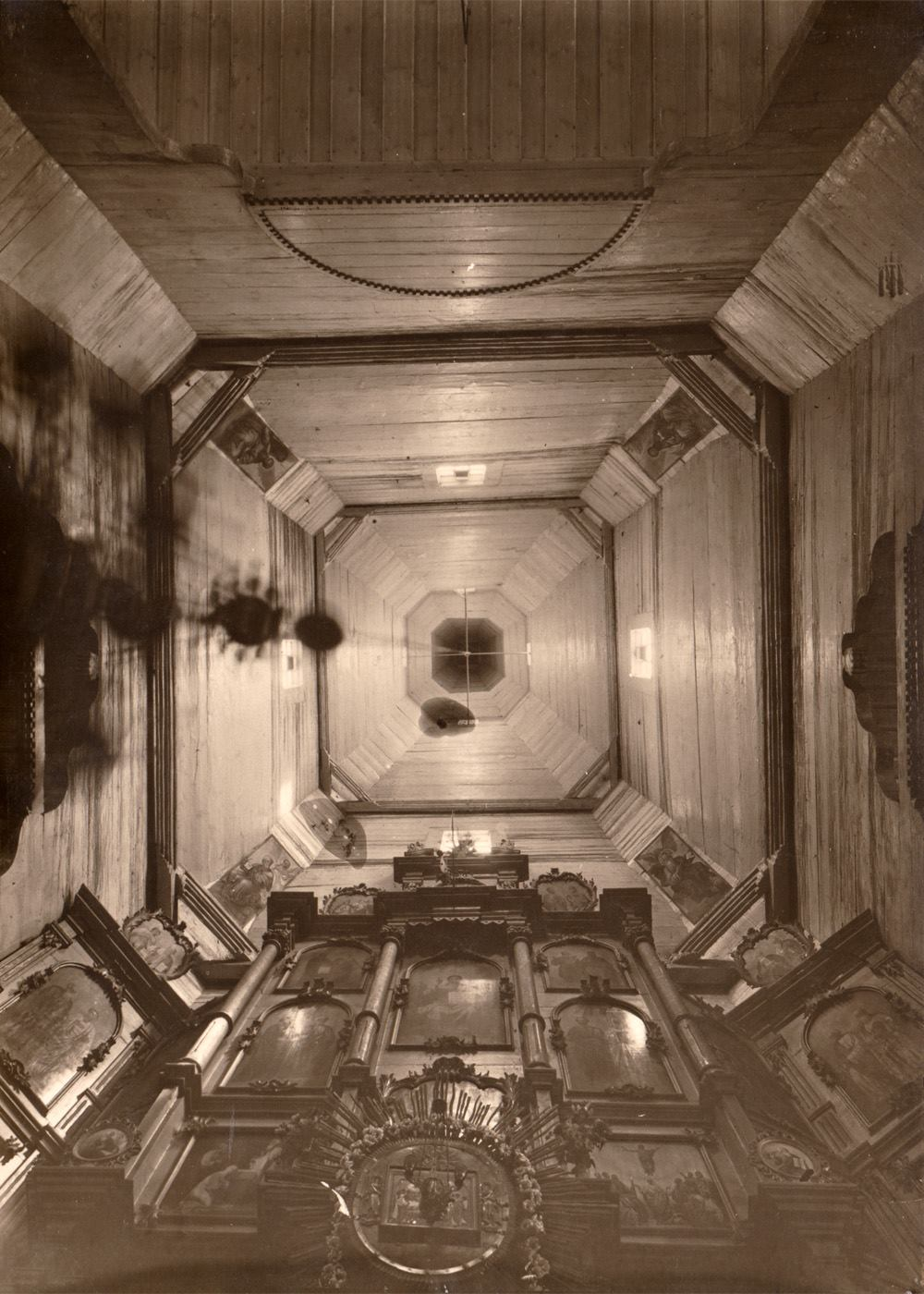
Інтер'єр центрального верху
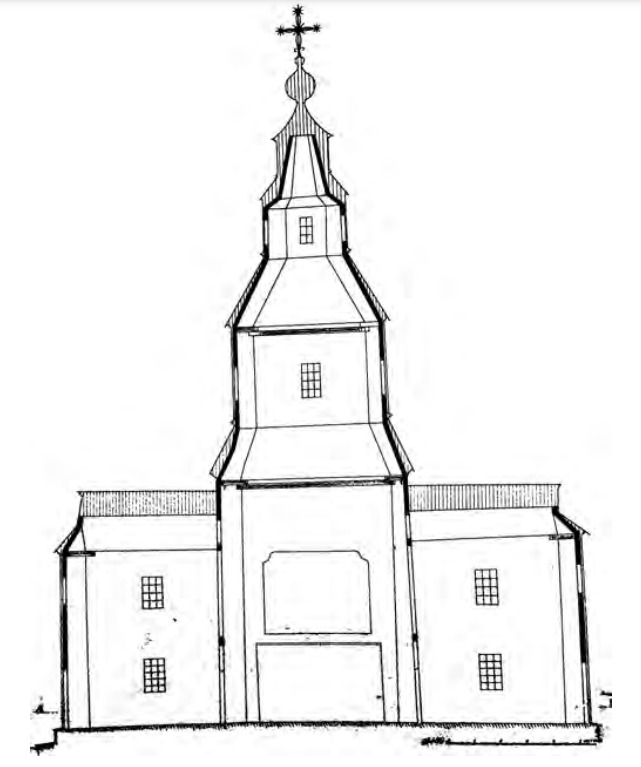
Поперечний розріз